# たのしいひる休み
『たのしいひる休み』（たのしいひるやすみ）は、1963年10月7日から1966年3月までNHK教育テレビジョンで放送されていたこども番組。

## 概要
くつろいだ内容で昼休みを楽しくすごしてもらう小中学生向け番組。
『みんなのうた』も内包番組として放送された（『みんなのうた』教育テレビ初放送）。

## 放送時間
| 期間            | 放送時間                  |
| --------------- | ------------------------- |
| 1963年度後期    | 月曜日-金曜日 12:40-13:00 |
| 1964 - 1965年度 | 月曜日-金曜日 12:30-13:00 |

## 曜日別コーナー
| 年度 | 月             | 火               | 水             | 木                 | 金               |
| ---- | -------------- | ---------------- | -------------- | ------------------ | ---------------- |
| 1963 | 世界の旅       | こどもジャーナル | 探検クラブ     | みんなのスクリーン | わたしたちの広場 |
| 1964 | みんなのひろば | みんなたのしく   | なかよしクラブ | カメラ訪問         | たのしい音楽     |
| 1965 | みんなのひろば | みんなたのしく   | なかよしクラブ | 世界の子ども       | たのしい音楽     |